# Blackbox Life Recorder 21f
«Blackbox Life Recorder 21f» es una canción interpretada por el músico británico Richard D. James, lanzada por primera vez como el sencillo principal de su próximo EP, Blackbox Life Recorder 21f / in a room7 F760, su primera música nueva bajo el alias de Aphex Twin en cinco años, luego del lanzamiento de Collapse EP en 2018.

## Antecedentes
El EP se mostró por primera vez durante la actuación de Aphex Twin en Sónar 2023, así como en carteles con códigos QR esparcidos por todo Los Ángeles el 20 de junio de 2023. Cuando se escaneó, atrajo a los fans a una aplicación llamada YXBoZXh0d2lu, que reproducía la música de Aphex Twin sobre imágenes.
La canción fue objeto de burlas inicialmente en SoundCloud el día de su lanzamiento, antes de ser lanzada oficialmente en los servicios de música en streaming y posteriormente eliminada, solo para que ganara popularidad en las principales plataformas del lado de la demanda y por un YouTuber que la subió, que rápidamente fue eliminada. Casi al mismo tiempo, el servicio de streaming Deezer publicó detalles del EP en el que estaría la canción. El EP y la canción se anunciaron oficialmente a través del Bandcamp del artista.

## Recepción de la crítica
El crítico de Pitchfork, Philip Sherburne, comentó que la canción tiene algunos de los trabajos de sintetizador más suaves que Aphex Twin ha hecho en “años”, con “cajas de ritmos con sonido analógico”, “cajas y golpes de aro tan secos que prácticamente están sellados al vacío”, y señaló que “breakbeats persistentes empujan y empujan” con símbolos de choque y sintetizadores suaves y rumiantes que se encuentran en toda la pista, y el final de la pista se describe como “ambiente sombrío”. De acuerdo a Stereogum, la canción es una “canción embriagadora, encantadora y borrosa” con una programación de batería que anima a bailar. El personal de Stereogum clasificó la canción en el segundo lugar en su lista de “las 5 mejores canciones de la semana” para la semana del 23 de junio de 2023. James Rettig la describió como “maravillosa, no tan frenética como algunos de sus materiales más recientes, pero todavía hipnóticamente inestable”.